# ФК Рух (Лвов)
ФК „Рух“ (на украински: Футбольний клуб
„Рух“) е футболен клуб от град Лвов, Лвовска област, Украйна. 
Клубът играе в Украинската висша лига. Домакинските си мачове играе на стадион „Арена Лвов“ (34 915 места).
През 2003 година в Лвов по инициатива на Мирон Маркевич е създаден кбул „Рух“ (Движение). На въпроса защо именно Рух? Маркевич отговорил: „Защото Рух -това е живот!“ През 2016/17 получава професионален статут. Сребърен медалист във Втора лига през сезон 2016/17.
Отборът дебютира в украинската премиер лига през сезон 2020/21, тъй като завършва втори през 2020/21 в Първа лига.

## Успехи
- Висша Лига
  - 10-то място (1): 2020/21
- Купа на Украйна
  - 1/8 финалист (1): 2021/22
- Първа лига (2 ниво)
  -  Сребърен медалист (1): 2019/20
- Втора лига (3 ниво)
  -  Сребърен медалист (1): 2016/17
- Любителски шампионат на Украйна
  -  Шампион (1): 2014
  -  Сребърен медалист (2): 2013, 2015
- Шампионат на Лвовска област
  -  Шампион (4): 2012, 2013, 2014, 2015
- Купа на Лвовска област
  -  Носител (3): 2012, 2014, 2015
- Суперкупа на Лвовска област
  -  Носител (1): 2013
- Купа на Втора лига
  -  Носител (1): 2000/01